# Angela Steinbach
Angela Steinbach (* 31. März 1955 in Kleve) ist eine ehemalige deutsche Schwimmerin, die für die Bundesrepublik Deutschland startete. Sie gewann 1972 eine olympische Bronzemedaille.

## Werdegang

### Schwimmkarriere
Angela Steinbach begann ihre Schwimmlaufbahn beim CSV Kleve. Sie startete von 1970 bis 1973 für die DSV-Schule Max Ritter Saarbrücken, von 1973 bis 1975 trat sie für DSW 1912 Darmstadt an, danach wechselte sie zu den SSF Bonn 05.
Sie qualifizierte sich für die Olympischen Spiele 1972 in München und war dort Schlussschwimmerin der deutschen 4-mal-100-Meter-Freistilstaffel. In der Besetzung Jutta Weber, Heidemarie Reineck, Gudrun Beckmann und Angela Steinbach gewann die Staffel Bronze hinter den Staffeln aus den USA und der DDR. 1973 fanden in Belgrad die ersten Schwimmweltmeisterschaften statt. Die Freistilstaffel gewann in der gleichen Besetzung wie in München Bronze hinter der DDR und den USA. Bei den Deutschen Schwimmmeisterschaften 1974 gewann Steinbach den Titel über 100 Meter Freistil.

### Privater Werdegang
Angela Steinbach ist die Schwester des Schwimmers Klaus Steinbach. Sie heiratete den Schwimmer Jürgen Könneker. Beider Söhne Axel und Robert Könneker sind ebenfalls erfolgreiche Schwimmer.